# Heinrich von Alt-Lübeck
Heinrich von Alt-Lübeck, död 1127, var en regerande furste eller kung av obotriterna ur nakonidernas dynasti mellan 1093 och 1127.
Han kallades av samtida kristna för "Slavernas konung" (rex Slavorum). Under honom nådde obotriternas furstendöme sin största omfattning. Han var kristen men respekterade att majoriteten av hans undersåtar förblev hedningar; han gav tillstånd till kristen mission 1126, men han själv och hans hovpersonal tillhörde de få kristna i riket.  